# Яхевич, Алиция
Алиция Яхевич (пол. Alicja Jachiewicz) — польская актриса кино, театра и телевидения.

## Биография
Родилась в Ольштыне. Актёрское образование получила в Государственной высшей театральной школе в Кракове, которую окончила в 1972 году. Дебютировала на телевидении в 1970, в театре и кино в 1971 году. Актриса театров в Кракове и Варшаве.

## Избранная фильмография
- 1970 — Колумбы / Kolumbowie
- 1971 — Третья часть ночи / Trzecia część nocy — официантка
- 1971 — Как далеко отсюда, как близко / Jak daleko stąd, jak blisko
- 1974 — Самый важный день жизни / Najważniejszy dzień życia (телесериал, только в 6-й серии)
- 1975 — Ночи и дни / Noce i dnie
- 1978 — 80 гусаров / 80 huszár
- 1978 — Семья Поланецких / Rodzina Połanieckich (телесериал)
- 1980 — Потому что я помешался для неё / Bo oszalałem dla niej
- 1980 — Королева Бона / Królowa Bona (телесериал)
- 1980 — Карьера Никодима Дызмы / Kariera Nikodema Dyzmy (телесериал)
- 1982 — Пепельная среда / Popielec (телесериал)
- 1983 — Академия пана Кляксы
- 1983 — Марыня / Marynia
- 1984 — Ультиматум / Ultimatum
- 1985 — Кукушка в тёмном лесу / Kukułka w ciemnym lesie — Фрида
- 1987 — Маримонтская соната / Sonata marymoncka — мать Рысека
- 1988-1991 — Пограничье в огне / Pogranicze w ogniu (телесериал)
- 1996 — Шаманка / Szamanka
- 2001 — Канун весны / Przedwiośnie
- 2002 — Шопен. Желание любви / Chopin. Pragnienie miłości